# Malaxis warmingii
Malaxis warmingii är en orkidéart som först beskrevs av Heinrich Gustav Reichenbach, och fick sitt nu gällande namn av Carl Ernst Otto Kuntze. Malaxis warmingii ingår i släktet knottblomstersläktet, och familjen orkidéer. Inga underarter finns listade i Catalogue of Life.